# Bitva u řeky Chalchyn
Bitva u řeky Chalchyn (japonsky ノモンハン事件 Nomonhan Jiken, mongolsky Халхын голын байлдаан, rusky Бои на Халхин-Голе) byl sovětsko–japonský vojenský konflikt rozpoutaný japonskými vojsky, která se pokusila obsadit část území Mongolské lidové republiky. Proběhla ve dnech 11. května až 16. září 1939 v okolí řeky Chalchyn na území Mongolska.

## Průběh bitvy

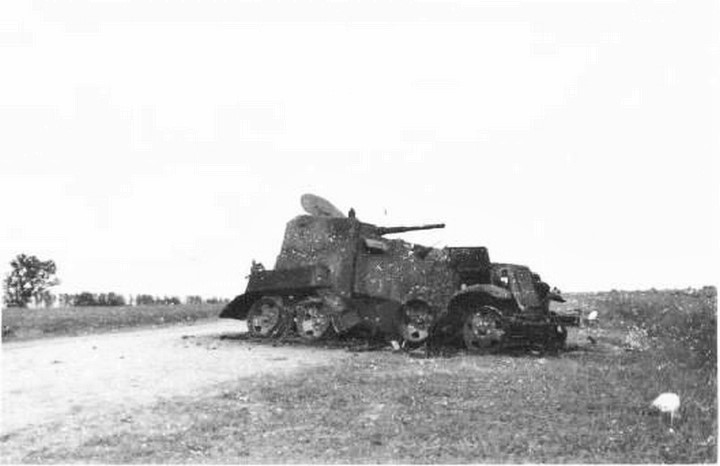
Vyřazený sovětský obrněný automobil BA-10

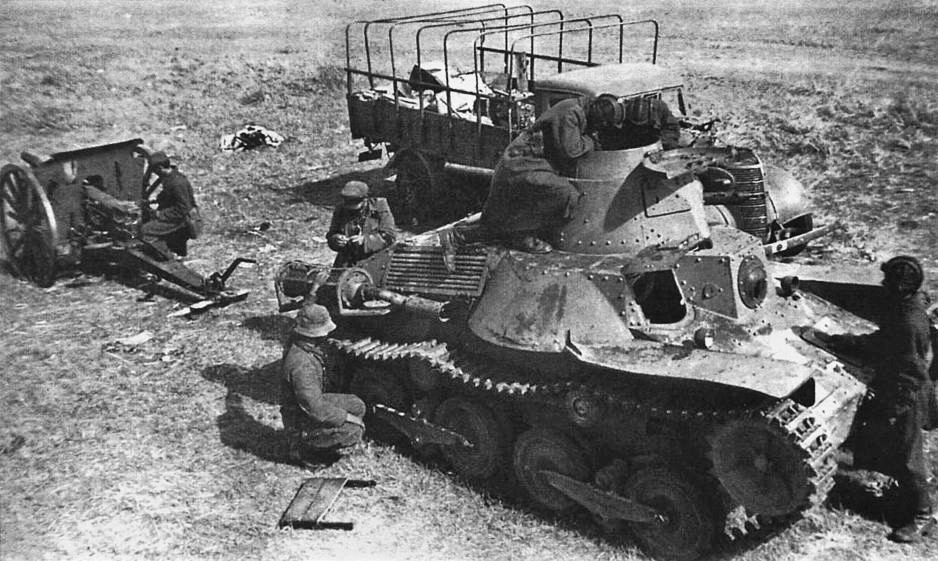
Ukořistěný japonský tank typu 95 Ha-gó

Ve dnech 11. až 14. května malé skupiny japonsko-mandžuského vojska vyvolaly první provokace na mongolsko-mandžuské hranici. 28. května následoval útok 2500 vojáků za podpory dělostřelectva a letectva. Všechny tyto útoky byly odraženy mongolskou armádou za podpory sovětské armády, která se v Mongolsku nacházela na základě dohody o vzájemné pomoci, a útočníci byli zahnáni zpět na území Mandžuska.
Na konci června přitáhli Japonci k hranici s velkou skupinou vojsk (1 pěchotní divize, 2 pěchotní pluky, 2 tankové pluky, 3 jízdní pluky), což obnášelo dohromady 38 tisíc vojáků, 310 děl, 135 tanků, 225 letadel, s cílem zničit obránce na levém břehu řeky Chalchyn. Tam byla usazena sovětsko-mongolská vojska (1 tanková brigáda, 3 motorizované pancéřované brigády, 1 kulometná brigáda, 2 motostřelecké pluky a 2 jezdecké mongolské divize) pod vedením velitele divize Georgije Konstantinoviče Žukova o síle 12 500 pěšáků a jezdců, 109 děl, 186 tanků, 266 obrněných vozidel a 82 letadel. Japonské jednotky využily svou převahu a 2. července přešly do útoku, v noci přebrodily řeku Chalchyn a obsadily horu Bajan Cagan, čímž pohrozily obklíčením obránců. Ti provedli odvetné údery ve třech směrech a po tuhých bojích 4. a 5. července vyhnali útočníky z levého břehu řeky. Další japonské útoky ve dnech 8. až 11. července a 24. až 25. července byly rovněž odraženy.
Na začátku srpna japonské velení začalo plánovat nový útok. 10. srpna byla vojska soustředěná na obsazeném mongolském území převedena pod 6. armádu, které velel O. Rippo. Jednalo se o 2 pěchotní divize, 1 pěchotní brigádu, 2 tankové pluky, 4 samostatné prapory a 3 jezdecké pluky, což představovalo 75 000 vojáků, 500 děl, 182 tanků a 300 letadel. Útok měl začít 24. srpna. Sovětsko-mongolská vojska byla převedena do 1. armádní skupiny pod vedení Georgije Žukova. Jednalo se o motostřeleckou divizi a 2 střelecké divize, 2 tankové, 3 obrněné, 1 kulometnou a 1 leteckou brigádu a 2 mongolské jezdecké divize a jezdecký pluk, což představovalo 57 000 vojáků, 498 tanků, 385 obrněných vozidel, 542 děl a minometů a 515 letadel. Mongolským vojskům velel maršál Chorlogín Čojbalsan. Cílem sovětsko-mongolského velení bylo pomocí úderů na křídlech obklíčit a zničit protivníka mezi řekou Chalchyn a státní hranicí. 20. srpna přešli do útoku a po úporných bojích ráno 23. srpna obklíčili jádro japonské 6. armády. V následujících dvou dnech byla obklíčená skupina v bojích zničena. Do 31. srpna bylo mongolské území vyčištěno od nepřátelských vojsk. Ve dnech 4. a 8. září provedla japonská pěchotní divize další útok, ale byla s velkými ztrátami odražena. Během bojů utrpělo porážku rovněž japonské letectvo.

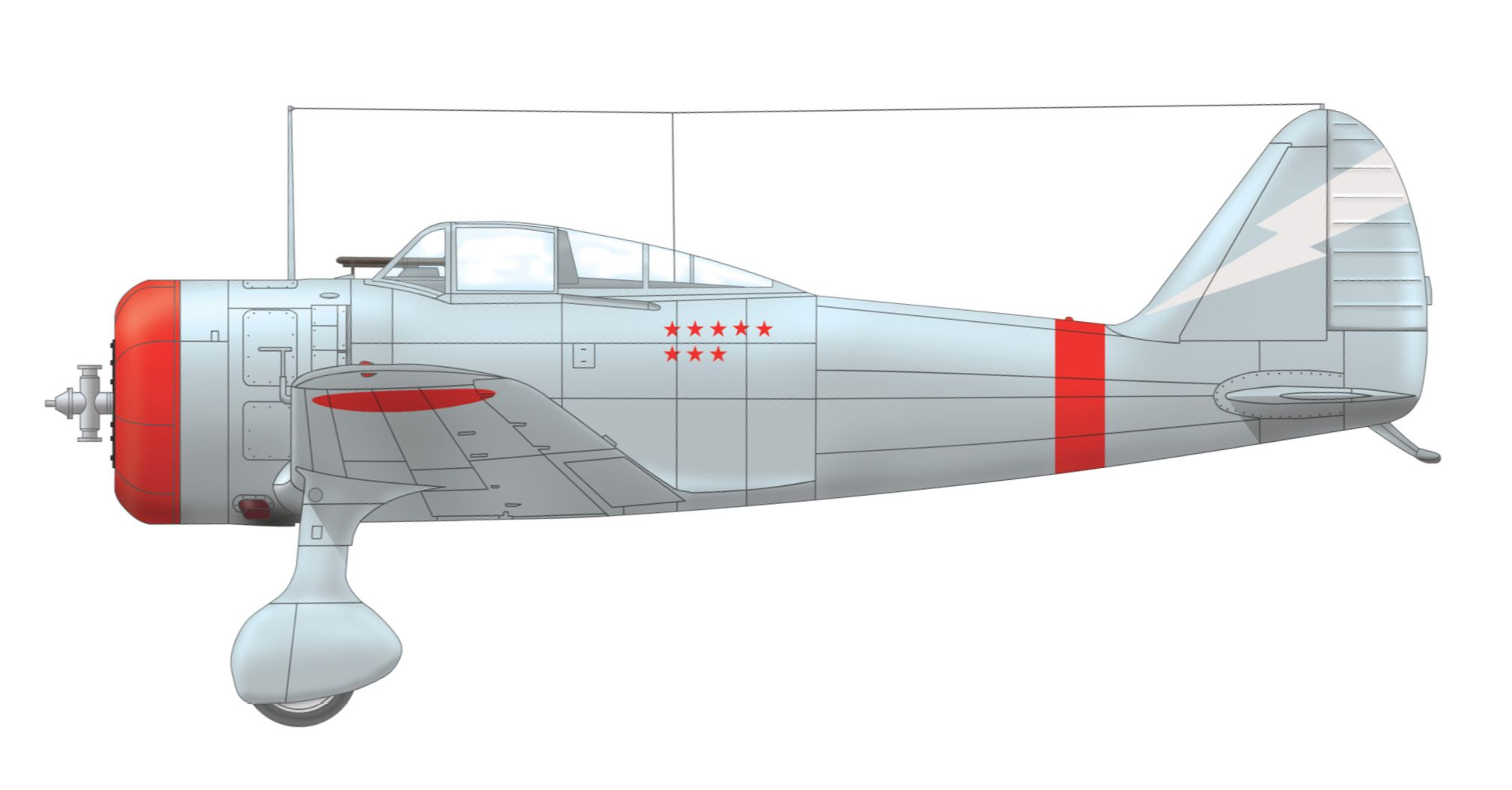
Nakadžima Ki-27b velitele 1. čútai (~ letky) 11. hikó sentai (~ letecká skupina/pluk) Kendži Šimady, bitva u Chalchyn golu červen 1939
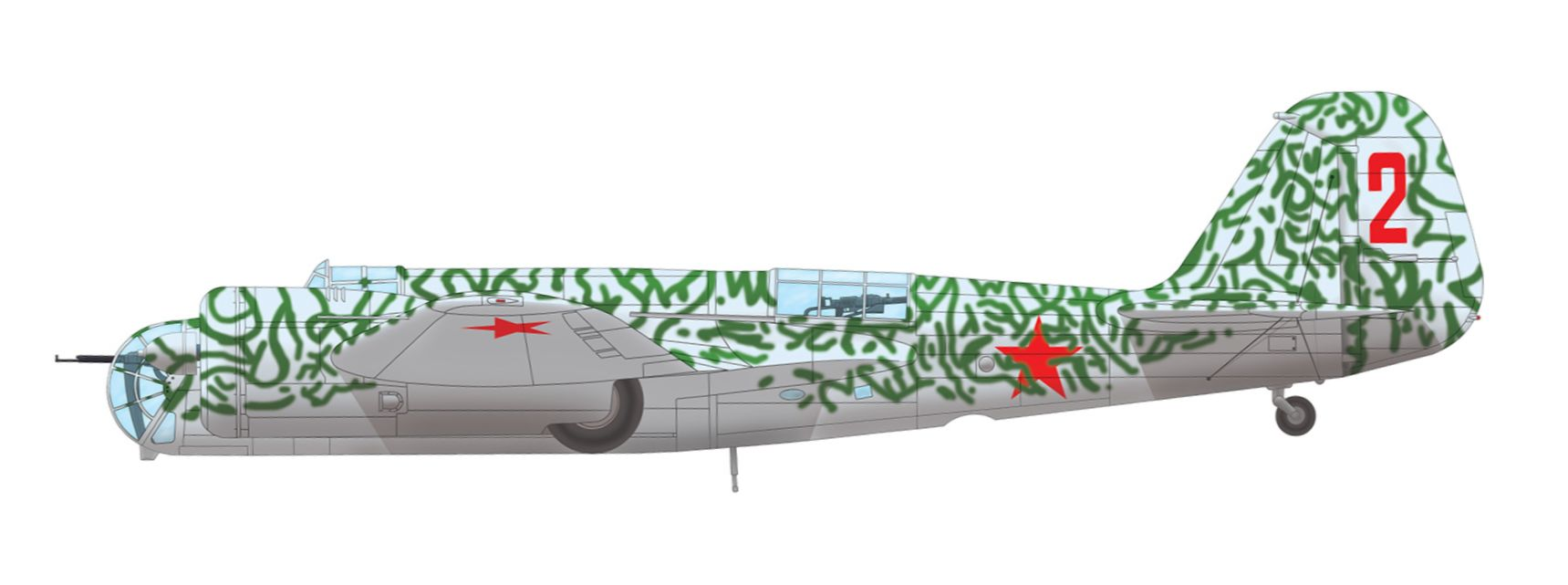
Tupolev SB 2M-103 taktického čísla 2 patřil do výzbroje 38. rychlého bombardovacího pluku VVS RKKA. Pluk se zapojil do bojů u Chalchyn golu

## Důsledky bitvy
Celkové ztráty od května do září činily na japonské straně 17 000 až 18 000 zabitých, raněných a zajatých a na sovětské a mongolské straně 26 000 až 27 000 vojáků. Dne 16. září byly boje ukončeny poté, co japonská strana požádala o příměří. 17 121 vojáků bylo vyznamenáno řády a medailemi a 70 jich získalo řád hrdina Sovětského svazu (S. I. Gricevec, G. P. Kravčenko, J. V. Smuškevič již podruhé). Sovětská armáda získala cenné zkušenosti s využitím tanků a letadel.
Porážka Japonce odradila od toho, aby napadli v průběhu 2. světové války Sovětský svaz, sovětskému velení umožnila udržovat na Dálném východě omezenější kontingent a uvolnila ruce pro další operace. Hned následujícího dne nejvyšší velitel J. V. Stalin vyhověl německým urgencím ohledně předchozí dohody týkající se obsazení Polska. Po občas drhnoucích vyjednáváních byla s Japonským císařstvím uzavřena v dubnu 1941 dohoda o neútočení.